# Џери Матепарај
Сер Џеремаја Џери Матепарај (енгл. Jeremiah "Jerry" Mateparae; Вангануи, Северно острво, 14. новембар 1954) био је 20. генерални гувернер Новог Зеланда. Именован је у августу 2011. од стране краљице Елизабете II.
По занимању је војно лице, чин генерал-потпуковник. Био је начелник војске Новог Зеланда од 2006. до 2011.
Ожењен је за Џанин Гренсајд Матепарај која је по занимању домаћица. Имају петоро деце.